# Sprengfalle
Eine Sprengfalle, auch versteckte Ladung (englisch booby trap), ist „eine Vorrichtung oder ein[en] Stoff, der dafür bestimmt, gebaut oder eingerichtet ist, zu töten oder zu verletzen, und der unerwartet in Tätigkeit tritt, wenn eine Person einen scheinbar harmlosen Gegenstand aus seiner Lage bringt oder sich ihm nähert oder eine scheinbar ungefährliche Handlung vornimmt“ (Begriffsbestimmung im Sinne des Protokolls II zum  VN-Waffenübereinkommen).
Nicht-industriell hergestellte Sprengfallen bezeichnet man im Deutschen fachsprachlich als  Unkonventionelle Spreng- oder Brandvorrichtung (USBV), im Englischen als IED (Improvised Explosive Device).
Nach Zündung nicht umgesetzte Munition und Sprengfallen werden englisch als Unexploded Ordnance (UXO) bezeichnet, im Deutschen als Blindgänger.

## Wirkungsweise

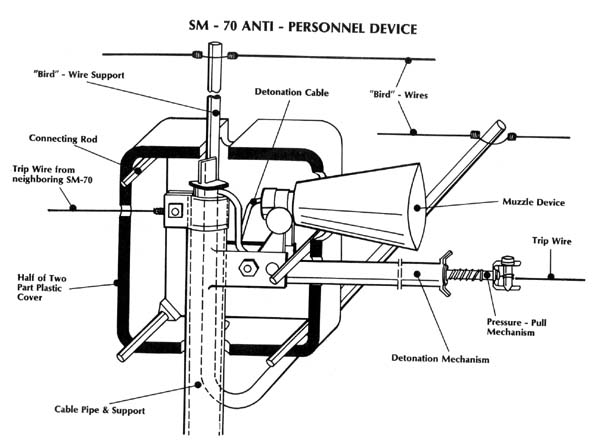
Selbstschussanlage SM 70

Sprengfallen können unter anderem in Form eines scheinbar harmlosen beweglichen Gegenstandes eingesetzt werden, der eigens dafür konstruiert wird, bei einer Berührung, durch Lageveränderung oder bei Personenannäherung zu detonieren. So wurden Sprengfallen verschiedentlich an Verwundeten, Leichen, Kinderspielzeug, Küchen- oder Hygieneartikeln, in Nahrungsmittel- und Getränke-Verpackungen oder Tieren, aber auch an Haushaltsgegenständen und unter Schachtdeckeln oder Gehwegplatten befestigt.
Handgranaten können zu Sprengfallen umfunktioniert werden, bei denen der gelockerte Sicherungsstift durch einen Stolperdraht ausgelöst wird. Eine entsicherte Handgranate mit gezogenem Sicherungsstift kann unter einer Landmine als Aufhebesperre dienen. Wird eine solche Mine z. B. durch einen Räumtrupp angehoben, wird der Schlagzünder entlastet und  die Handgranate gezündet. Die Detonation erfolgt nach wenigen Sekunden Verzögerung. Neben den Stolperdrähten, die meist knapp über dem Boden (in Knöchel- bis Kniehöhe) verlegt werden, werden auch andere Auslösemechanismen wie eine Lichtschranke eingesetzt.
Eine besondere Form von Sprengfallen ist die projektilbildende Ladung, wie sie beim Herrhausen-Attentat benutzt wurde. Diese nutzt den Misznay-Schardin-Effekt und wirkt dadurch panzerbrechend.
Als Auslöser für Sprengfallen können auch Druckzünder dienen, die durch eine elektrische Zündkapsel ausgelöst werden, und aus zwei Metallpolen und einer Batterie hergestellt werden, mechanisch auch als pyrotechnischer Druckzünder, als fernausgelöster Zünder durch Kabel wie bei der M18 Claymore Richtsprengmittel oder auch über Funk mit einem Handy, das eine elektrische Zündkapsel auslöst.
Die an der ehemaligen deutsch-deutschen Grenze verlegten Selbstschussanlagen waren Schützenabwehrminen mit gerichteter Splitterwirkung.
Nach dem Ottawa-Abkommen ist Soldaten der Vertragsstaaten die Verwendung von Sprengfallen und Personenminen verboten, außer durch Pioniere in gekennzeichneten und dokumentierten Minenfeldern zur Sicherung gegen deren Räumung.